# スウェイスリング男爵
スウェイスリング男爵（英: Baron Swaythling）は、イギリスの男爵、貴族。連合王国貴族爵位。銀行家サミュエル・モンタギューが1907年に受爵されたことに始まる。

## 歴史

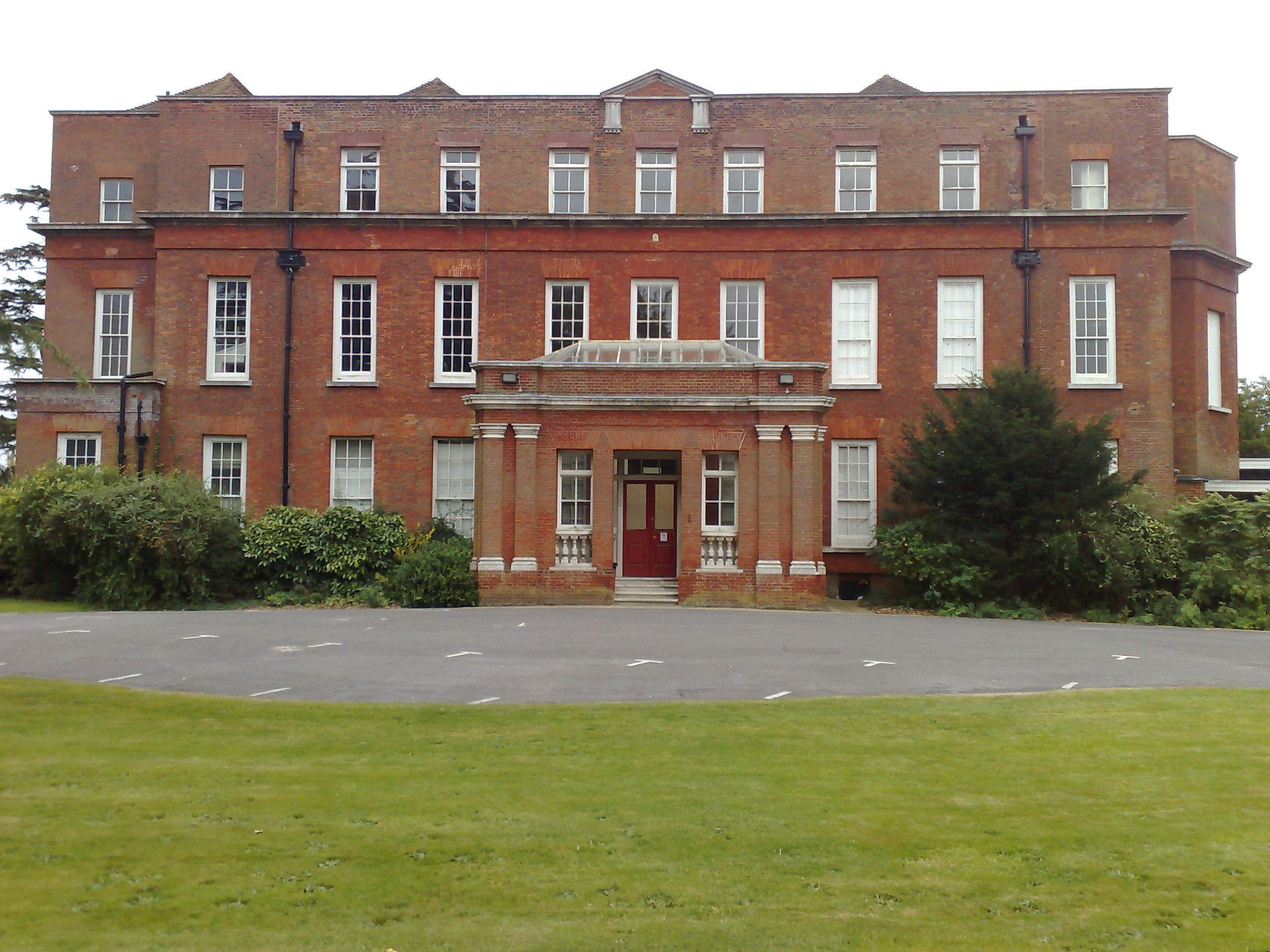
一族の旧邸宅であるサウスストーナム・ハウス

銀行家ムージズ・サミュエル(1832-1911)は、1894年に連合王国準男爵位の(サウサンプトン州ストーナム・ハウス及びロンドン州ケンジントンパレス・ガーデンズの)準男爵(Baronet, of South Stoneham House in the County of Southampton and of Kensington Palace Gardens in the County of London)に叙されたほか、1907年には連合王国貴族としてサウサンプトン州スウェイスリングのスウェイスリング男爵(Baron Swaythling, of Swaythling in the County of Southampton)に陛爵した。初代男爵ののちはその息子ルイスが爵位を相続した。
2代男爵ルイス(1869-1927)は父の事業を継ぎ、サミュエル・モンタギュー&Co.代表取締役を務めた。
3代男爵ステュアート(1898-1990)はグレナディアガーズ連隊付将校として、第一次世界大戦に従軍したという。
その孫にあたる5代男爵チャールズ(1954-)が2020年現在のスウェイスリング男爵家現当主である。
かつての一族の邸宅には、サウサンプトン州に位置したサウス・ストーナム・ハウスやタウンヒルパーク・ハウスがあった。

## 現当主の保有爵位
現当主である第5代スウェイスリング男爵チャールズ・エドガー・サミュエル・モンタギューは、以下の爵位を有する。
- サウサンプトン州スウェイスリングのスウェイスリング男爵(Baron Swaythling, of Swaythling in the County of Southampton)
(1907年7月18日の勅許状による連合王国貴族爵位)
- (サウサンプトン州ストーナム・ハウス及びロンドン州ケンジントンパレス・ガーデンズの)準男爵(Baronet, of South Stoneham House in the County of Southampton and of Kensington Palace Gardens in the County of London)
(1894年6月23日の勅許状による連合王国準男爵位)

## スウェイスリング男爵（1907年）

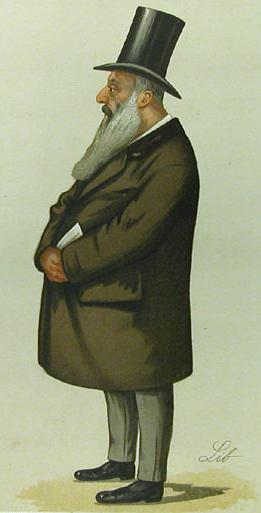
初代男爵サミュエル・モンタギュー

- 初代スウェイスリング男爵サミュエル・モンタギュー (1832–1911)
- 第2代スウェイスリング男爵ルイス・サミュエル・モンタギュー（英語版） (1869–1927)
- 第3代スウェイスリング男爵ステュアート・アルバート・モンタギュー (1898–1990)
- 第4代スウェイスリング男爵デイヴィッド・チャールズ・サミュエル・モンタギュー（英語版） (1928–1998)
- 第5代スウェイスリング男爵チャールズ・エドガー・サミュエル・モンタギュー（英語版） (1954 - )

推定相続人は現当主の従兄弟(3代男爵の二男アンソニーの子)にあたるルパート・アンソニー・サミュエル・モンタギュー(1965-)。

### 註釈
1. ↑  彼はその名前を「モンタギュー」と改名したのち、1894年には勅許を得て「サミュエル＝モンタギュー」姓に改姓している。